# Miss Mundo 2015
Miss Mundo 2015 fue la 65.ª edición de Miss Mundo. Se llevó a cabo el 19 de diciembre de 2015 en la ciudad turística de Sanya, en la provincia insular de Hainan, China. Candidatas de 114 países y territorios autónomos compitieron por el título. Al final del evento, Rolene Strauss, Miss Mundo 2014 de Sudáfrica coronó a Mireia Lalaguna de España, como su sucesora.
El certamen fue transmitido en vivo y directo por E! Entertainment y CCTV, además de las difusiones simultáneas por cadenas televisivas de otros países.

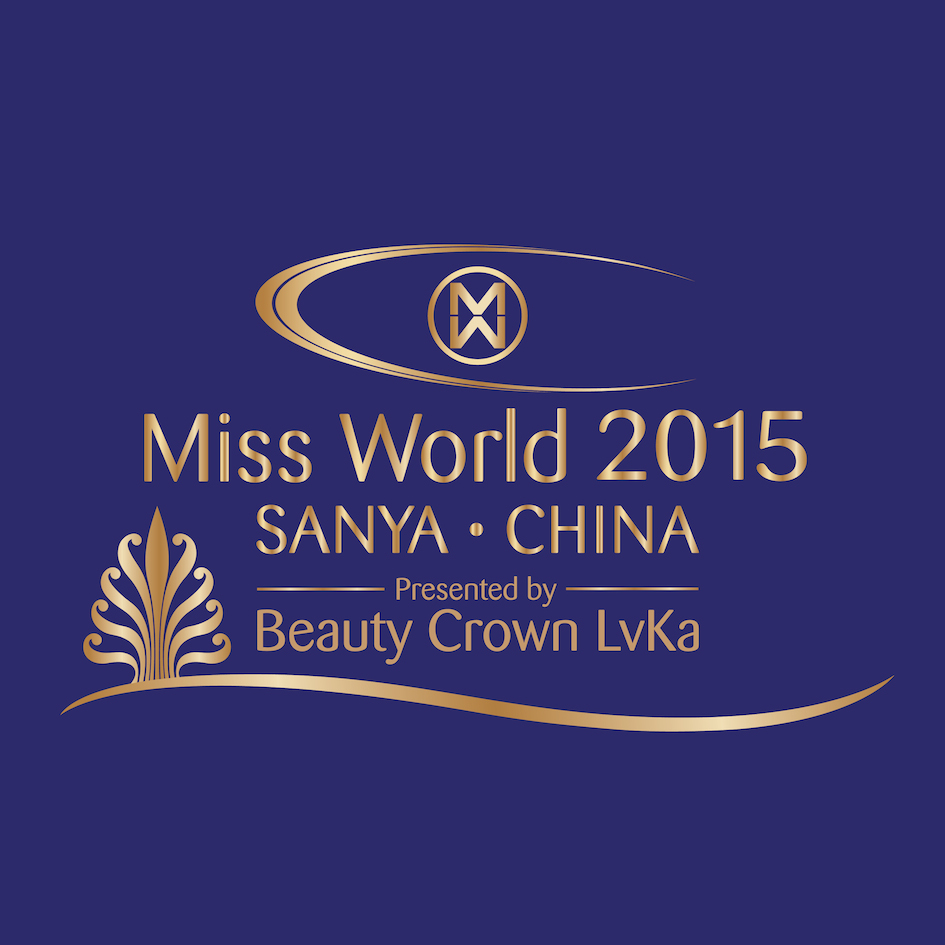
Logo de Miss Mundo 2015.

## Resultados
| Posiciones        | Candidata |
| ----------------- | --- |
| Miss Mundo 2015   | - España - Mireia Lalaguna |
| Primera finalista | - Rusia - Sofia Nikitchuk |
| Segunda finalista | - Indonesia - Maria Harfanti |
| Top 5             | - Jamaica - Sanneta Myrie - Líbano - Valerie Chacra |
| Top 11            | - Australia - Tess Alexander - Francia - Hinarere Taputu - Filipinas - Hillarie Parungao - Guyana - Lisa Punch - Sudáfrica - Liesl Laurie - Vietnam - Trần Ngọc Lan Khuê § |
| Top 21            | - Brasil - Catharina Choi - China - Yuan Lu - Ecuador - Camila Marañón - Escocia - Mhairi Fergusson - Irlanda del Norte - Leanne McDowell - Kazajistán - Regina Vandysheva - Nueva Zelanda - Deborah Lambie - Países Bajos - Margot Hanekamp - Polonia - Marta Pałucka - Sudán del Sur - Ajah Deng |

- § Votada por el público de todo el mundo vía internet.

### Reinas continentales
| Continente | Candidata                    |
| ---------- | ---------------------------- |
| África     | - Sudáfrica - Liesl Laurie   |
| América    | - Brasil - Catharina Choi    |
| Asia       | - Indonesia - Maria Harfanti |
| Caribe     | - Jamaica - Sanneta Myrie    |
| Europa     | - España - Mireia Lalaguna   |
| Oceanía    | - Australia - Tess Alexander |

## Historia

### Sede
Julia Morley, presidenta de Miss Mundo, dio a conocer el día 26 de mayo de 2015 que la sede de la 65.ª edición de Miss Mundo se realizará en el recinto «Beauty Crown Grand Theatre» en la ciudad de Sanya mediante un comunicado en la página oficial, el motivo de la sede es porque ofrece una impresionante combinación de arquitectura, un alojamiento de lujo, exquisita gastronomía y entretenimiento de clase mundial, además de tener clima tropical dentro de China, cabe señalar que este teatro fue construido especialmente para recibir el certamen del año 2003, siendo ésta la sexta vez que el certamen se realizará en este teatro, y la séptima que se realiza en China, la última vez que se realizó el concurso en este país fue en la ciudad de Ordos en el año 2012.
La organización Miss Mundo encabezado por Julia Morley y la dirección del Beauty Crown Hotel firmaron el acuerdo los primeros días de agosto en la ciudad de Sanya para poder albergar la 65.ª edición de este magno certamen nombrando a dicho recinto como el hotel oficial de la competición de este año. Durante la ceremonia de la firma y oficialización del acuerdo, Julia Morley habló para la prensa local, además de estar presente la actual Miss Mundo Rolene Strauss de Sudáfrica, y Yu Wenxia, Miss Mundo 2012 de China que subió al escenario para interpretar una canción.

## Áreas de competencia

### Final
La noche final fue transmitida en vivo a más de 200 países y territorios desde el Beauty of Crown Theater, en Sanya, China, el 19 de diciembre de 2015. Estuvo conducida porTim Vincent, Megan Young, Angela Chow.
El grupo de 20 cuartofinalistas se dio a conocer durante la competencia final.
Este grupo estuvo conformado de la siguiente manera:
- La Organización Miss Mundo otorgó 15 lugares a aquellas candidatas que, a consideración de su organización y personal, son una buena opción para coronarse como ganadora, basándose en su desempeño en la entrevista con el jurado preliminar, actividades durante el concurso y apreciación personal de sus miembros.
- Los cinco restantes fueron ocupados por las ganadoras de los Fast Track: Belleza con propósito, Talento, Top Model, Multimedia y la más votada a través de la aplicación móvil People's Choice Award.

Estas 20 cuartofinalistas fueron evaluadas por un jurado final:
- Las 20 cuartofinalistas fueron reducidas de inmediato, saliendo de la competencia cinco de ellas. Sin embargo, no se conoció cómo fue el proceso de clasificación.
- Las diez que continuaron (semifinalistas), más la escogida por la aplicación People's Choice Award, fueron reducidas a cinco, por un sistema de clasificación que tampoco fue dado a conocer.
- Las cinco restantes (finalistas) se sometieron a una pregunta final igual para todas; el jurado determinó las posiciones finales y a la ganadora, Miss Mundo 2015.

#### Jurado final
Estos son miembros del jurado que evaluaron a las cuarto, semi y finalistas y eligieron a Miss Mundo 2015:
- Julia Morley, presidenta de la Organización Miss Mundo.
- Mike Dixon, director de orquesta británico.
- Ken Warwick, productor de televisión británico.
- Andrew Minarik, estilista del certamen.
- Donna Walsh, bailarina profesional.
- Liliana Tanoesoedibjo, presidenta de Miss Indonesia.
- Linda Pétursdóttir, Miss Mundo 1988.
- Agbani Darego, Miss Mundo 2001.
- Azra Akin, Miss Mundo 2002.
- Zhang Zilin, Miss Mundo 2007.
- Ksenia Sukhinova, Miss Mundo 2008.
- Wen Xia Yu, Miss Mundo 2012.

## Relevancia histórica de Miss Mundo 2015
- España gana Miss Mundo por primera vez.
- Australia, Brasil, China, Escocia, Guyana, Países Bajos, Rusia, Sudáfrica, Sudán del Sur y Vietnam repiten clasificación por segundo año consecutivo.
- Filipinas e Indonesia clasifican por quinto año consecutivo.
- Australia, Brasil y Países Bajos clasifican por cuarto año consecutivo.
- Francia y Jamaica clasificaron por última vez en 2013.
- Irlanda del Norte clasificó por última vez en 2012.
- Kazajistán, Nueva Zelanda y Rusia clasificaron por última vez en 2011.
- Polonia clasificó por última vez en 2009.
- Ecuador clasificó por última vez en 2007.
- Líbano clasificó por última vez en 2006.

### Otros datos significativos
- Es la séptima vez que el certamen se realiza en China, y la sexta en el teatro Beauty Crown.
- Fue la primera vez en no realizarse el Fast Track Belleza Playera, ya que Julia Morley, presidenta de la organización, decidió eliminarlo del sistema de competencia.

## Eventos y Retos

### Belleza con Propósito
| Resultado Final   | Candidata |
| ----------------- | --- |
| Ganadora          | - Indonesia - Maria Harfanti |
| Primera finalista | - Nepal - Evana Manandhar |
| Segunda finalista | - Guyana- Lisa Punch |
| Tercera finalista | - Rusia - Sofia Nikitchuk |
| Cuarta finalista  | - Samoa - Latafale Auva`a |
| Top 10            | - Ecuador - Camila Marañon - El Salvador - Marcela Santamaria - Nicaragua - Stefania Alemán - Tanzania - Lilian Deus Kamazima - Zimbabue - Ann-Grace Mutambu |

### Top Model
| Resultado Final | Candidata |
| --------------- | --- |
| Ganadora        | - España – Mireia Lalaguna |
| Top 5           | - Francia - Hinarere Taputu - Italia - Greta Galassi - Puerto Rico - Keysi Vargas - Rusia - Sofia Nikitchuk |
| Top 30          | - Albania - Kristina Bakiu - Argentina - Daniela Mirón - Australia - Tess Alexander - Austria - Annika Grill - Brasil - Catharina Chói - Camerún - Jessica Ngoua - China - Yuan Lu - Costa de Marfil - Andréa Kakou - Etiopía - Kisanet Teklehaimanot - Filipinas - Hillarie Parungao - Georgia - Nuka Karalashvili - Honduras - Gabriela Salazar - India - Aditi Arya - Irlanda - Sacha Livingstone - Japón - Chika Nakagawa - Kazajistán - Regina Vandysheva - Líbano - Valerie Chacra - Países Bajos - Margot Hanekamp - Paraguay - Giovanna Cordeiro - Polonia - Marta Palucka - Sudáfrica - Liesl Laurie - Sudán del Sur - Ajah Deng - Suecia - Natalia Fogelund - Venezuela - Anyela Galante - Vietnam - Trần Ngọc |

### Premio al Mejor Diseñador (Vestido)
| Resultado Final | Concursante | Diseñador |
| --------------- | --- | --- |
| Ganadora        | - Vietnam - Trần Ngọc | - Lý Quí Khánh |
| Top 10          | - Bosnia y Herzegovina - Marijana Marković - Brasil - Catharina Chói - Honduras - Gabriela Salazar - Guadalupe - Arlène Tacite - India - Aditi Arya - Indonesia - Maria Harfanti - Italia - Greta Galassi - Mongolia - Anu Namshir - Puerto Rico - Keysi Vargas | - Carmen Line - Olga Blanc - Christiane King - Jessica Jordan - Monisha Jaising - Vientos Chandra - Erasmo Fiorentino - Tserenlkhagva Khuyag-Ochi - José Karlo |

### Miss Multimedia
| Resultado Final | Candidata                                                                                             |
| --------------- | --- |
| Ganadora        | - Filipinas - Hillarie Parungao                                                                       |
| Top 5           | - Guyana - Lisa Punch - India - Aditi Arya - Jamaica - Sanneta Myrie - Nueva Zelanda - Deborah Lambie |

### Miss Mundo People's Choice Award
| Resultado Final | Candidata |
| --------------- | --- |
| Ganadora        | - Vietnam - Trần Ngọc |
| Top 5           | - Francia - Hinarere Taputu - India - Aditi Arya - Líbano - Valerie Chacra - Tailandia - Thanyachanok Moonninta |
| Top 10          | - Camerún - Jessica Ngoua - Ecuador - Camila Marañón - Filipinas - Hillarie Parungao - Rusia - Sofia Nikitchuk - Venezuela - Anyela Galante |
| Top 25          | - Australia - Tess Alexander - Bahamas - Chantel O'Brian - Belice - Jasmin Rhamdas - Brasil - Catharina Chói - Colombia - Alejandra López - Costa de Marfil - Andréa Kakou - El Salvador - Marcela Pérez - Fiyi - Brittany Hazelman - Gabón - Reine Ngotala - Indonesia - Maria Harfanti - Jamaica - Sanneta Myrie - Kazajistán - Regina Vandysheva - México - Yamelin Ramírez - Samoa - Latafale Auva'a - Sudáfrica - Liesl Laurie |

### Miss Mundo Deportes & Fitness
| Equipo            | Candidata |
| ----------------- | --- |
| Ganadora          | - Namibia – Steffi Van Wyk |
| Primera Finalista | - Seychelles – Linne Freminot |
| Segunda Finalista | - Guam – Aria Pérez-Theisen |
| Top 5             | - Kazajistán – Regina Vandysheva - Samoa – Latafale Auva'a |
| Top 24            | Equipo Amarillo: - República Checa – Andrea Kalousová - Bermudas – Alyssa Rose - Curazao – Alexandra Krijger - Australia – Tess Alexander - Dinamarca – Jessica Hvirvelkær - Botsuana – Seneo Mabengano Equipo Azul： - Fiyi – Brittany Hazelman - Francia – Hinarere Taputu - República Dominicana – Cynthia Núñez - Etiopía – Kisanet Teklehaimanot Equipo Naranja： - Nueva Zelanda – Deborah Lambie - Serbia – Marija Ćetković - Noruega – Fay Teresa Vålbekk - Kenia – Cherry Mwangi - Nicaragua – Stefanía Alemán Equipo Rojo： - España – Mireia Lalaguna - Turquía – Ecem Çirpan - Sudáfrica – Liesl Laurie - Escocia – Mhairi Fergusson |

### Talento
| Resultado Final   | Candidata |
| ----------------- | --- |
| Ganadora          | - Guyana - Lisa Punch |
| Primera Finalista | - Malasia - Brynn Lovett |
| Segunda Finalista | - Jamaica - Sanneta Myrie |
| Top 5             | - Paraguay - Giovanna Cordeiro - Samoa - Latafale Auva'a |
| Top 15            | - Australia - Tess Alexander - Bermudas - Alyssa Rose - Chile - Fernanda Sobarzo - Curazao - Alexandra Krijger - Finlandia - Carola Miller - Gales - Emma Jenkins - Indonesia - Maria Harfanti - Inglaterra - Natasha Hemmings - Islas Vírgenes Británicas - Sasha Wintz - Tailandia - Thunchanok Moonnilta |

## Danzas del Mundo
| - Eslovaquia - Lujza Straková - Francia - Hinarere Taputu - Nepal - Evana Manandhar - Paraguay - Giovanna Cordeiro - Samoa - Latafale Auva'a - China - Yuan Lu - Zambia - Michelo Malambo |

## Candidatas
114 candidatas compitieron en el certamen:
(En la tabla se utiliza su nombre completo, los sobrenombres van entrecomillados y los apellidos utilizados como nombre artístico, entre paréntesis; fuera de ella se utilizan sus nombres «artísticos» o simplificados)
| País/Territorio              | Candidata                                    | Edad | Ciudad de origen         |
| ---------------------------- | -------------------------------------------- | ---- | ------------------------ |
| Albania                      | Kristina Bakiu                               | 20   | Tirana                   |
| Alemania                     | Albijona Muharremaj                          | 19   | Múnich                   |
| Argentina                    | Daniela Mirón Pereyra                        | 22   | Malargüe                 |
| Aruba                        | Nicole van Tellingen                         | 20   | Palm Beach               |
| Australia                    | Tess Louise Jorgensen Smith (Tess Alexander) | 24   | Brisbane                 |
| Austria                      | Annika Grill                                 | 22   | Gmunden                  |
| Bahamas                      | Chantel O'Brian                              | 21   | Nasáu                    |
| Bélgica                      | Leylah Alliët Decloedt                       | 24   | Roeselare                |
| Belice                       | Jasmin Jael Rhamdas                          | 19   | Belmopán                 |
| Bermudas                     | Alyssa Mary-Vivian Rose                      | 23   | Hamilton                 |
| Bolivia                      | Vivian Susana Serrano Llanos                 | 22   | Santa Cruz               |
| Bosnia y Herzegovina         | Marijana Marković                            | 19   | Prnjavor                 |
| Botsuana                     | Seneo Paige Mabengano                        | 19   | Selebi-Phikwe            |
| Brasil                       | Catharina Chói Nunes                         | 25   | São Paulo                |
| Bulgaria                     | Veneta Krasimirova Krŭsteva (Krasteva)       | 23   | Sofía                    |
| Camerún                      | Jessica Lydie Senjet Ngoua Nseme             | 25   | Duala                    |
| Chile                        | Fernanda Andrea Sobarzo Aguilera             | 21   | Santiago                 |
| China                        | Yuan Lu                                      | 21   | Shanghái                 |
| Chipre                       | Rafaéla Charalámpous                         | 23   | Nicosia                  |
| Colombia                     | María Alejandra López Pérez                  | 21   | Pereira                  |
| Corea del Sur                | Eun Ju Chyung                                | 22   | Seúl                     |
| Costa de Marfil              | Andréa Kakou N'Guessan                       | 23   | Yamusukro                |
| Costa Rica                   | Angélica Reyes Barboza                       | 21   | Pérez Zeledón            |
| Croacia                      | Maja Spahija                                 | 22   | Šibenik                  |
| Curazao                      | Alexandra Krijger                            | 18   | Willemstad               |
| Dinamarca                    | Jessica Josephina Hvirvelkær                 | 18   | Aarhus                   |
| Ecuador                      | María Camila Marañón Solórzano               | 20   | Chone                    |
| El Salvador                  | Marcela Guadalupe Pérez Santamaría           | 23   | Santa Tecla              |
| Escocia                      | Mhairi Fergusson                             | 22   | Stirling                 |
| Eslovaquia                   | Lujza Straková                               | 21   | Banská Bystrica          |
| Eslovenia                    | Mateja Kociper                               | 23   | Maribor                  |
| España                       | Mireia Lalaguna Royo                         | 23   | Barcelona                |
| Estados Unidos               | Victoria Mendoza Barragán                    | 20   | Phoenix                  |
| Etiopía                      | Kisanet Teklit Teklehaimanot                 | 21   | Adigrat                  |
| Filipinas                    | Hillarie Danielle Ang Parungao               | 24   | Solano                   |
| Finlandia                    | Carola Isabella Miller                       | 23   | Helsinki                 |
| Fiyi                         | Brittany Frances Hazelman                    | 25   | Suva                     |
| Francia                      | Hinarere Taputu                              | 25   | Papeete                  |
| Gabón                        | Reine Ngotala Obiang                         | 18   | Nyanga                   |
| Gales                        | Emma Victoria Jenkins                        | 23   | Port Talbot              |
| Georgia                      | Nuka Karalashvili                            | 24   | Tbilisi                  |
| Gibraltar                    | Hannah Bado                                  | 22   | Gibraltar                |
| Guadalupe                    | Arlène Tacite                                | 23   | Les Abymes               |
| Guam                         | Aria Pérez-Theisen                           | 20   | Barrigada                |
| Guatemala                    | María José Larrañaga Retolaza                | 23   | Ciudad de Guatemala      |
| Guinea                       | Mama Aïssata Diallo                          | 19   | Conakri                  |
| Guyana                       | Lisa Punch Daniels                           | 23   | Georgetown               |
| Haití                        | Seydina Allen                                | 21   | Puerto Príncipe          |
| Honduras                     | Gabriela Vanessa Salazar Valle               | 23   | Tegucigalpa              |
| Hungría                      | Daniella Kiss                                | 21   | Bag                      |
| India                        | Aditi Arya                                   | 22   | Nueva Delhi              |
| Indonesia                    | Maria Harfanti                               | 23   | Yakarta                  |
| Inglaterra                   | Natasha Kirston Hemmings                     | 20   | Cheshire                 |
| Irlanda                      | Sacha Rachael Livingstone                    | 20   | Antrim                   |
| Irlanda del Norte            | Leanne Rachel McDowell                       | 20   | Cookstown                |
| Islandia                     | Arna Ýr Jónsdóttir                           | 20   | Kópavogur                |
| Islas Vírgenes Británicas    | Sasha Wintz                                  | 18   | Tórtola                  |
| Islas Vírgenes de los EE.UU. | Jahne Indira Massac                          | 24   | Saint Thomas             |
| Italia                       | Greta Galassi                                | 18   | Rovereto                 |
| Jamaica                      | Sanneta Myrie                                | 24   | Kingston                 |
| Japón                        | Chika Nakagawa                               | 22   | Niigata                  |
| Kazajistán                   | Regina Vandysheva                            | 23   | Almaty                   |
| Kenia                        | Charity «Cherry» Njeri Mwangi                | 23   | Kiambu                   |
| Kirguistán                   | Tattybubu Samidinkyzy                        | 20   | Biskek                   |
| Lesoto                       | Relebohile Mamaphathe Kobeli                 | 19   | Maseru                   |
| Letonia                      | Lāsma Zemene                                 | 25   | Riga                     |
| Líbano                       | Valerie Abou Chacra                          | 23   | Beirut                   |
| Macedonia                    | Emilija Rozman                               | 23   | Skopie                   |
| Malasia                      | Brynn Zalina Lovett                          | 22   | Sabah                    |
| Malta                        | Katrina Mari Pavia                           | 25   | Victoria                 |
| Mauricio                     | Aurelia Bégué                                | 21   | Port Louis               |
| México                       | Yamelin Ramírez Cota                         | 22   | Navojoa                  |
| Moldavia                     | Anastasia Iacub                              | 20   | Chisináu                 |
| Mongolia                     | Anu Namshir                                  | 24   | Ulán Bator               |
| Montenegro                   | Nataša Milosavljević                         | 23   | Herceg Novi              |
| Myanmar                      | Khin Yadanar Thein Myint                     | 23   | Mandalay                 |
| Namibia                      | Steffanie «Steffi» Van Wyk Freygang          | 24   | Windhoek                 |
| Nepal                        | Evana Manandhar                              | 24   | Katmandú                 |
| Nicaragua                    | Stefanía de Jesús Alemán Cerda               | 23   | Masatepe                 |
| Nigeria                      | Unoaku Temitope Atoke Sarah Anyadike         | 21   | Ibadán                   |
| Noruega                      | Fay Teresa Vålbekk                           | 23   | Oslo                     |
| Nueva Zelanda                | Deborah Rose Lambie                          | 24   | Auckland                 |
| Países Bajos                 | Margot Hanekamp                              | 20   | Nijkerk                  |
| Panamá                       | Diana Doris Jaén Ortega                      | 23   | Coclé                    |
| Paraguay                     | Giovanna Estéfani Cordeiro Villalba          | 26   | Asunción                 |
| Perú                         | Karla Kristel Chocano Tolentino              | 22   | Trujillo                 |
| Polonia                      | Marta Kaja Pałucka                           | 23   | Sopot                    |
| Portugal                     | Rafaela Sofia Pardete Macedo                 | 24   | Setúbal                  |
| Puerto Rico                  | Keysi Marie Vargas Vélez                     | 24   | Quebradillas             |
| República Checa              | Andrea Kalousová                             | 19   | Olomouc                  |
| República Dominicana         | Cynthia María Núñez                          | 23   | San Francisco de Macorís |
| Rumania                      | Natalia Ioana Onet                           | 26   | Satu Mare                |
| Rusia                        | Sofiya Victorovna Nikitchuk                  | 22   | Ekaterimburgo            |
| Samoa                        | Latafale Dawn Alofa Auva'a                   | 21   | Apia                     |
| San Cristóbal y Nieves       | Jackiema Nichelle Liddie Flemming            | 21   | Sandy Point              |
| Serbia                       | Marija Ćetković                              | 21   | Belgrado                 |
| Seychelles                   | Linne Kerry Freminot                         | 22   | Mahé                     |
| Singapur                     | Uru Seng Maw (Maru Charity Lu Lu Seng)       | 24   | Ciudad de Singapur       |
| Sri Lanka                    | Thilini Amarasooriya                         | 20   | Colombo                  |
| Sudáfrica                    | Liesl Laurie                                 | 24   | Johannesburgo            |
| Sudán del Sur                | Ajaa Kiir Monchol (Ajah Deng)                | 22   | Yuba                     |
| Suecia                       | Natalia Monika Fogelund                      | 21   | Gotemburgo               |
| Tailandia                    | Thanyachanok Moonninta                       | 22   | Chiang Mai               |
| Tanzania                     | Lilian Deus Kamazima                         | 19   | Arusha                   |
| Trinidad y Tobago            | Kimberly Farrah Singh                        | 21   | Puerto España            |
| Túnez                        | Marwa Heny                                   | 24   | Sidi Bouzid              |
| Turquía                      | Ecem Çirpan                                  | 19   | Bursa                    |
| Ucrania                      | Khrystyna Yurikovna Stoloka                  | 18   | Kiev                     |
| Uganda                       | Zahara Muhammed Nakiyaga                     | 23   | Kampala                  |
| Uruguay                      | Sherika Luciana De Armas Elías †             | 18   | Montevideo               |
| Venezuela                    | Anyela Galante Salerno                       | 24   | Guanare                  |
| Vietnam                      | Trần Ngọc Lan Khuê                           | 23   | Ciudad Ho Chi Minh       |
| Zambia                       | Michelo Michie Malambo                       | 24   | Ndola                    |
| Zimbabue                     | Ann-Grace Farayi Mutambu                     | 19   | Harare                   |

### Designaciones
- Jasmin Rhamdas (Belice) fue designada por los tenedores de la franquicia de su país a cargo del director nacional Michael Arnold.
- Jung Eun-ju (Corea) fue designada por los organizadores de su país, en vista de que la edición del certamen de este año fue pospuesto para 2016. Jung fue primera finalista de Miss World Corea 2014.
- Angélica Reyes (Costa Rica) fue seleccionada a través de una convocatoria organizada por el director Allan Alemán, para elegir a la representante de ese país.
- Alexandra Krijger (Curazao) fue designada para ser la representante de ese país por los directores de la franquicia local. Krijger fue la tercera finalista de Miss World Curaçao 2014.
- Marcela Santamaría (El Salvador) fue designada por la Organización Nuestra Belleza El Salvador tras no realizar el concurso nacional este año.
- Lisa Punch (Guyana) fue seleccionada de entre las pocas concursantes por la organización de su país, ya que el certamen local fue cancelado debido a la falta de participantes.
- Emilija Rozman (Macedonia) fue designada por Lidija Velkovska, quien es directora de la franquicia de ese país.
- Fay Teresa Vålbekk (Noruega) fue elegida para representar a su país, tras una convocatoria supervisada por Morten Sommerfeldt, director nacional de la franquicia en dicho país.
- Giovanna Cordeiro (Paraguay) fue designada por Promociones Gloria, franquicia nacional paraguaya, para representar el país en esta edición.
- Natalia Onet (Rumania) fue seleccionada por ExclusivEvent, empresa tenedora de la franquicia de ese país, después de llevar a cabo una audición para elegir a la representante nacional.
- Latafale Auva'a (Samoa) fue designada por el director de la franquicia nacional, Te'eva Matafai, para representar a la nación oceánica en el certamen.
- Jackiema Flemming (San Cristóbal y Nieves) fue designada por los directores nacionales que tienen la franquicia con Miss Mundo para ese país, tras terminar como segunda finalista del desfile de la Reina Nacional del Carnaval 2014-2015.

### Suplencias
- Kristina Bakiu (Albania) fue designada para representar a ese país, ya que la presidenta de la franquicia Vera Grabocka decidió no enviar a Daniela Pajaziti, quien fuera designada previamente por razones desconocidas. Bakiu fue coronada Miss Universo Albania 2013, pero no pudo concretar su participación en Miss Universo de ese mismo año por no cumplir los requisitos mínimos de edad de ese entonces.
- Catharina Choi Nunes (Brasil) fue designada como la nueva representante del país tras haber terminado como primera finalista del certamen local, después de la renuncia obligatoria de Ana Luísa Castro, la ganadora titular, tras descubrirse que estaba casada en el extranjero.
- Veneta Krasteva (Bulgaria) fue elegida por la directiva para reemplazar a Simona Evgenieva, que no asistió al certamen por motivos personales.
- Hinarere Taputu (Francia), primera finalista del certamen «Miss France 2015», fue nombrada como la representante del país al Miss Mundo 2015, durante la elección del Miss Tahití 2016, debido a que Camille Cerf quien ostenta el título Miss Francia, no asistió al certamen porque la elección de Miss Francia 2016 se desarrollaba el 19 de diciembre.[2]
- Margot Hanekamp (Países Bajos) primera finalista del certamen neerlandés, fue designada por su directora Kim Kotter para representar a su país en este certamen, debido a que la actual ganadora Jessie Jazz Vuijk, quien iba a formar parte de ambos certámenes sólo participó en Miss Universo 2015.
- Lilian Kamazima (Tanzania) fue nombrada como la nueva reina titular de su país, luego de la polémica destitución de Sitti Mtemvu, tras descubrir su edad. Kamazima fue primera finalista de aquel certamen nacional.
- Marwa Heny (Túnez) finalista del certamen nacional, fue seleccionada como la nueva representante de ese país tras la destitución de Rawia Djebli,  por no cumplir con los requerimientos de la organización tunecina.
- Ann-Grace Mutambu (Zimbabue), primera finalista del certamen «Miss World Zimbabue 2015», fue designada como la representante del país al Miss Mundo 2015, luego de que la ganadora, Emily Kachote, fuese destronada del título al filtrarse unas fotos donde esta posaba desnuda.

### Retiros y abandonos
- Anastasia Lin (Canadá) se retiró de la competencia luego de que le fue negada la carta de invitación del gobierno chino, que era necesario para adquirir una visa, tras su declaración acerca de los abusos de los derechos humanos en China.
- Élise Dagossé (Chad) no asistió al certamen debido a la falta de patrocinio y financiamiento por sus directivos locales.
- Pese a haber sido designada previamente por los directores de la organización nacional, Lara Debbane (Egipto) no asistió al certamen por tener problemas de visado.
- Antoinette Kemavor (Ghana) fue elegida el 7 de noviembre, por lo que no participó en esta edición.
- Pese a haber participado por algunos días en la competencia, Teodora Moschouri (Grecia) fue expulsada de la concentración por conducta inapropiada, regresando posteriormente a su país de origen.
- Louisa Mak (Hong Kong) no compitió en este certamen debido a que esta nación perdió la franquicia con Miss Mundo.
- A pesar de ser la reina titular de su país para este certamen, Maayan Keren (Israel) no pudo viajar al evento por problemas personales, Keren no tuvo reemplazante para este concurso.
- Vonessa Alijaj (Luxemburgo) no asistió al certamen debido a la falta de patrocinio y financiamiento de parte de la organización local.
- Rym Amari (Argelia) y Laila Da Costa (Guinea Bissau) no asistieron al certamen por tener problemas de visado para ingresar a territorio chino.

## Datos acerca de las delegadas
- Algunas de las delegadas del Miss Mundo 2015 han participado, o participarán, en otros certámenes internacionales de importancia:
  - Katrina Pavia (Malta) fue primera finalista en Miss Bikini of the World 2007, concursó sin éxito en Miss Italia en el Mundo 2008 y ganó el Miss European 2010.
  - Cynthia Núñez (República Dominicana) fue finalista en Elite Model Look 2007, y fue semifinalista en Miss Internacional 2016.
  - Vivian Serrano (Bolivia) fue finalista en Miss Italia en el Mundo 2010; y fue cuarta finalista en Miss Globo Internacional 2014.
  - Marcela Santamaría (El Salvador) concursó en Reina Hispanoamericana 2010 y Miss Internacional 2011, sin éxito.
  - Gabriela Salazar (Honduras) concursó sin éxito en Miss Latinoamérica 2012 y Miss Continentes Unidos 2014. Además, ganó el Festival Costa Maya 2015.
  - Catharina Choi (Brasil) participó en Miss Tierra 2013, representando a Corea, posicionándose como Miss Fuego de aquel certamen, es decir fue cuarta finalista. También participó en Miss Corea 2013.
  - Veneta Krasteva (Bulgaria) participó sin éxito en Miss Universo 2013 y en Miss Grand Internacional 2015.
  - Alejandra López (Colombia) ganó el Reina Hispanoamericana 2013 y Miss Caraïbes Hibiscus 2014.
  - Anu Namshiryn (Mongolia) participó en Miss Internacional 2013, sin lograr figuración; también concursó en World Bikini Model 2014 y en Supermodel International 2015, en ambas posicionándose como primera finalista; además ganó el certamen Miss Tourism Queen International 2016.
  - Stefanía Alemán (Nicaragua) participó en el Reinado Internacional del Café 2015.
  - Diana Jaén (Panamá) participó sin éxito en Miss Turismo Internacional 2013.
  - Hillarie Parungao (Filipinas) fue finalista en Asia Pacific World 2014.
  - Angélica Reyes (Costa Rica) ganó el Miss Turismo Intercontinental 2014, además obtuvo el premio al "mejor cuerpo". También participó sin éxito en Reina Hispanoamericana 2014.
  - Mireia Lalaguna (España) ganó el Miss Atlántico Internacional 2014.
  - Relebohile Kobeli (Lesoto) participó en Miss Turismo Mundo 2014, sin lograr figuración.
  - Giovanna Cordeiro (Paraguay) fue semifinalista en Miss Turismo Internacional 2014.
  - Rafaela Pardete (Portugal) participó en Miss Internacional 2014, y en Miss All Nations 2014, sin lograr figuración.
  - Latafale Auva'a (Samoa) ganó el Miss Islas Pacíficas 2014.
  - Albijona Muharremaj (Alemania) y Keysi Vargas (Puerto Rico) participaron en Miss Intercontinental 2014, la primera representando a Kosovo, sin lograr figuración; y Vargas clasificó a semifinales en aquel certamen.
  - Nuka Karalashvili (Georgia) y Unoaku Anyadike (Nigeria) concursaron sin éxito  en Miss Universo 2016.
  - Arna Yr Jonsdottir (Islandia) ganó Miss Eurocopa 2016, compitió en Miss Grand Internacional 2016 pero decidió abandonar el concurso a tan solo dos días antes de la noche final y participó sin éxito en Miss Universo 2017.
  - Chantel O'Brian (Bahamas) fue semifinalista en Miss Universo 2021.
- Algunas de las delegadas nacieron o viven en otro país al que representarán, o bien, tienen un origen étnico distinto:
  - Albijona Muharremaj (Alemania) nació en Kosovo.
  - Nicole van Tellingen (Aruba) nació en Países Bajos.
  - Alyssa Rose (Bermudas) radica en Reino Unido.
  - Vivian Serrano (Bolivia) y Katrina Pavia (Malta) tienen ascendencia italiana.
  - Catharina Choi (Brasil) tiene ascendencia española y portuguesa por parte paterna. Es mitad coreana por parte materna, por lo que posee nacionalidad brasileña y coreana.
  - Alexandra Krijger (Curazao) tiene ascendencia portuguesa y neerlandesa.
  - Marcela Santamaría (El Salvador) radica en México y en El Salvador.
  - Mireia Lalaguna (España) radica en Dinamarca.
  - Victoria Mendoza (Estados Unidos) tiene ascendencia mexicana.
  - Nuka Karalashvili (Georgia) radica en Hong Kong.
  - Lisa Punch (Guyana) radica en los Estados Unidos.
  - Sasha Wintz (Islas Vírgenes Británicas) tiene ascendencia guyanesa de parte de ambos padres.
  - Relebohile Kobeli (Lesoto) radica en Sudáfrica.
  - Emilija Rozman (Macedonia) radica en Italia.
  - Steffi van Wyk (Namibia) posee ascendencia alemana y radica en Sudáfrica.
  - Latafale Auva'a (Samoa) tiene ascendencia neozelandesa y europea, y radica en Nueva Zelanda.
  - Charity Lu Lu Seng (Singapur) nació en Myanmar.
  - Ajah Deng (Sudán del Sur) nació en Etiopía.
  - Kimberly Singh (Trinidad y Tobago) tiene ascendencia india.
- Otros datos significativos de algunas delegadas: 
  - La candidata más alta es Ajah Deng (Sudán del Sur) con 1.88 m, mientras que la candidata más baja es Alyssa Rose (Bermuda) con 1.62 m de estatura.
  - Las candidatas de mayor edad son Giovanna Cordeiro (Paraguay) y Natalia Onet (Rumania), ambas con 26 años; mientras que la candidata de menor edad es Greta Galassi (Italia) con 18 años.
  - Unoaku Anyadike (Nigeria) y Kimberly Singh (Trinidad y Tobago) se unieron a la concentración de Miss Mundo dos semanas después de que todas las demás candidatas arribaran a Sanya.
  - Catharina Choi (Brasil) es practicante de taekwondo, y participó en los Juegos Olímpicos de Río 2016.
  - Veneta Krasteva (Bulgaria) fue diagnosticada con cáncer de mama a los 18 años, actualmente se encuentra libre de la enfermedad.
  - Alexandra Krijger (Curazao) es sobrina de Miss Curaçao 2001, Ayanette Statia, quien participó en Miss Universo 2002, sin figurar; y Miss Mundo 2002, en esta última siendo semifinalista.
  - Marcela Santamaría (El Salvador) es una reconocida modelo y presentadora de la televisión centroamericana.
  - Emma Jenkins (Gales) es una reconocida periodista de la televisión galesa.
  - Lisa Punch (Guyana) es una conocida cantante profesional en su país.
  - Regina Vandysheva (Kazajistán) es campeona nacional de atletismo.
  - Anyela Galante (Venezuela) es sobreviviente de un cáncer tiroideo.

## Sobre los países en Miss Mundo 2015

### Naciones ausentes
(Esta lista es en relación a la edición anterior)
- Barbados, Bielorrusia, Canadá, Chad, Egipto, Ghana, Grecia, Guinea-Bissau, Guinea Ecuatorial, Hong Kong, Israel, Kosovo, Lituania, Luxemburgo, Martinica, Santo Tomé y Príncipe y Suiza no concursaron en esta edición.

### Naciones que regresan a la competencia
- Botsuana, Bulgaria, Chile, Kazajistán, Macedonia, Samoa, San Cristóbal y Nieves  y Zambia que participaron por última vez en 2013.